# El estudiante de Praga
El estudiante de Praga (en alemán: Der Student von Prag) es una película muda alemana de terror de 1913. Está protagonizada por Paul Wegener en su debut cinematográfico, que también lleva a cabo las labores de producción, dirigida por Stellan Rye, y escrita por Hanns Heinz Ewers. Se rodó en los Estudios Babelsberg y en localizaciones en Praga y sus proximidades.
Se considera que es la primera película de cine arte y de cine de autor de la historia.

## Argumento
La película tiene lugar en Praga en 1820, donde un joven universitario de pocos recursos llamado Balduin es el mejor espadachín de la ciudad, famoso por su bravura. Se enamora de la condesa Margit Schwarzenberg tras salvarla de ahogarse en un lago, pero sabe que no puede conseguir su amor por ser pobre. Un oscuro hechicero llamado Scapinelli ofrece a Balduin 100.000 florines de oro a cambio de cualquier objeto que se encuentre en la habitación del estudiante. Balduin, que ve así la oportunidad de aumentar su posición social y conseguir su noble amor, acepta el trato y firma el acuerdo, pensando que no es dueño de nada valioso. Pero se sorprende cuando Scapinelli llama al reflejo de Balduin del espejo y se despide con él.
Balduin, convertido en un hombre rico, y despreciando a una cíngara enamorada de él, intenta cortejar a la condesa Margit, pero es perseguido insistentemente por la aparición de su imagen doble. El barón Waldis-Schwarzenberg, primo de la condesa y su prometido, desafía a Balduin a un duelo tras una discusión. En privado, el padre de la condesa, que acordó el matrimonio de su hija con Waldis, sabiendo de la habilidad como esgrimista de Balduin, le ruega a éste que no mate al barón, último heredero vivo de la fortuna familiar. Balduin acepta.
Pero el día del duelo se percata de que su doble se le ha adelantado y ha matado al pretendiente rival, por lo que cae en desesperación por no ver cumplida la voluntad del padre de la condesa, tal como le prometió. A pesar de haber quedado deshonrado, Balduin se cuela en la habitación de Margit y ella le confiesa sus verdaderos sentimientos. Sin embargo, se asusta por la repentina aparición del doble de Balduin, desmayándose. Abatido, Balduin regresa a su habitación, donde guarda una pistola. Tras aparecer de nuevo su doble, le dispara. Pero tras la desaparición del doble y la alegría inicial de Balduin por haberse librado de él, se da cuenta de que es él mismo quien resultó herido por su propio disparo y muere. Scapinelli entra luego en la habitación, toma el contrato que Balduin firmó con él, lo rompe en pedazos y desaparece por la puerta.